# Eriocaulon pusillum
Eriocaulon pusillum är en gräsväxtart som beskrevs av Robert Brown. Eriocaulon pusillum ingår i släktet Eriocaulon och familjen Eriocaulaceae. Inga underarter finns listade i Catalogue of Life.